# Pont Hans-Wilsdorf
Pour les articles homonymes, voir Hans Wilsdorf et Wilsdorf.
Le pont Hans-Wilsdorf est un pont routier et piéton sur l'Arve, construit en 2012 à Genève (canton de Genève, Suisse). Il relie le quartier en développement de Praille - Acacias - Vernets (PAV) et celui de La Jonction-Plainpalais. Dessiné par l'atelier d'architecture Brodbeck-Roulet SA, il a remplacé la passerelle de l'École-de-Médecine qui existait quelques mètres en aval depuis 1952.

## Localisation et financement
Le pont Hans-Wilsdorf est le neuvième pont le plus en amont de l'Arve après son entrée en Suisse. Il doit son nom à Hans Wilsdorf, fondateur de la marque Rolex, dont le siège fait face au pont, sur la rive gauche. La Fondation Hans Wilsdorf, propriétaire de Rolex, est à l'origine du projet, qu'elle a financé. Le coût de l’ouvrage est estimé à plusieurs dizaines de millions de francs.

## Histoire
Dès la construction de la passerelle provisoire de l'École-de-Médecine en 1952 par des militaires de l'armée suisse, un pont définitif était envisagé pour relier la rue de l'École-de-Médecine sur la rive droite et la rue Hans-Wilsdorf sur la rive gauche. Pour cette raison, la passerelle était décalée de quelques mètres en aval par rapport aux deux routes de manière à laisser la place libre pour cet ouvrage. Pendant plusieurs décennies, la volonté politique de construire un pont durable à cet endroit a cependant manqué. La passerelle provisoire est restée en place pendant 60 ans.

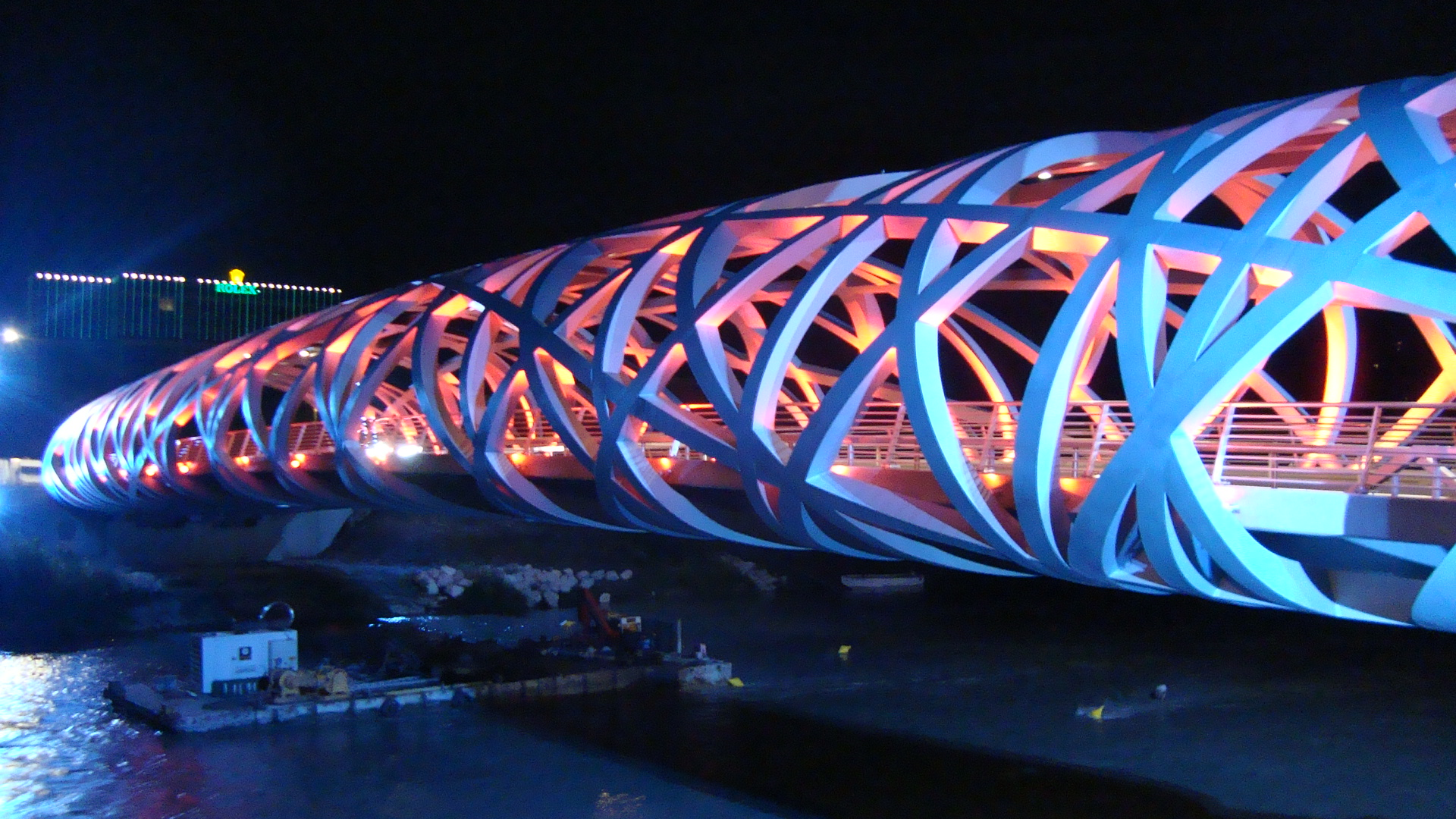
Le pont Hans-Wilsdorf le soir de son inauguration, le 30 août 2012.

Fréquemment fermé lors de fortes crues de l'Arve afin d'éviter tout accident rendu possible par les gros troncs d'arbres charriés par les flots et qui viendraient percuter les piliers de soutènement, l'ouvrage montre ses limites. Le 24 août 2007, la circulation des voitures est interdite sur la passerelle dont l'état ne cesse de se dégrader. La Fondation Wilsdorf propose alors de remplacer à ses frais la passerelle par un pont à haubans.
Le 10 juillet 2009, la Fondation Wilsdorf reçoit les autorisations de construire son nouvel ouvrage. Les travaux s'étalent de décembre 2009 à juillet 2012. L'ancienne passerelle est fermée définitivement à la circulation le 5 juillet 2012 et démontée dès le 16 juillet. Le pont Hans-Wilsdorf, déjà accessible aux piétons dès le début des opérations de démontage de la passerelle, est ouvert au trafic le 30 août 2012, date de son inauguration. 
La genèse de l'édifice a fait l'objet d'un reportage photographique de Mauren Brodbeck.

## Technique et particularité
Le pont mesure 85 mètres de long, 17,6 mètres de largeur et 7,9 mètres de hauteur. Il accueille deux voies routières, deux pistes cyclables et des aménagements piétonniers sécurisés. Le pont est surélevé de manière à éviter d’être touché par les crues exceptionnelles de l’Arve.
L'ouvrage est réalisé sans pile intermédiaire. La structure porteuse est de forme tubulaire, combinant des éléments métalliques pour la plupart elliptiques, formant un large treillis asymétrique, pour un poids de 1 400 tonnes d’acier. Ces poutres d'acier sont des « caissons » de 40 × 40 centimètres, le calcul statique a été réalisé par la société Amsler Bombeli et associés avec le logiciel Scia Engineer,,.
Sa réalisation est qualifiée de « prouesse technique, (ayant nécessité) de longues recherches architecturales et structurelles (et) l’élaboration d’un modèle de calcul très complexe ».

## Galerie

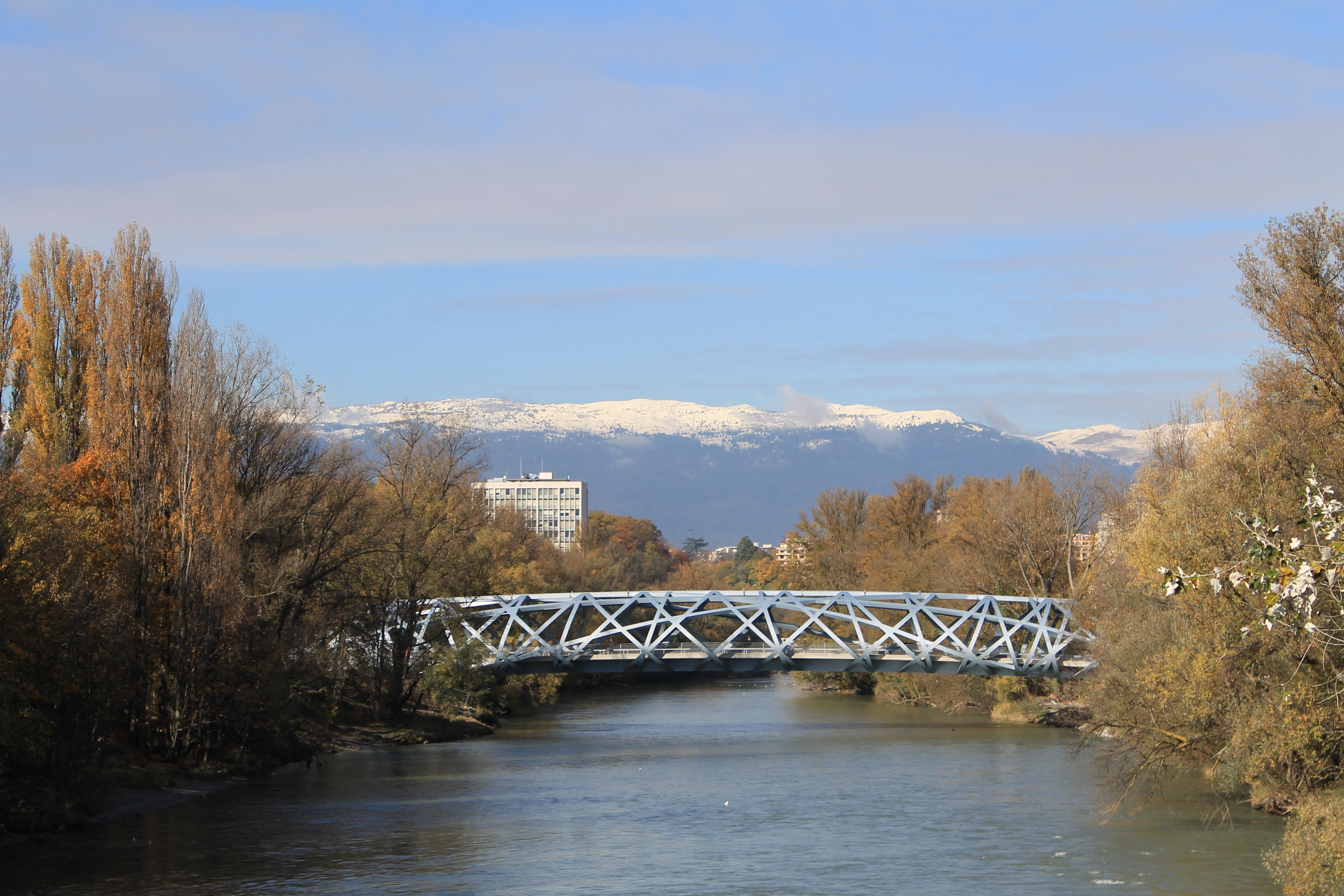
Depuis le pont des Acacias
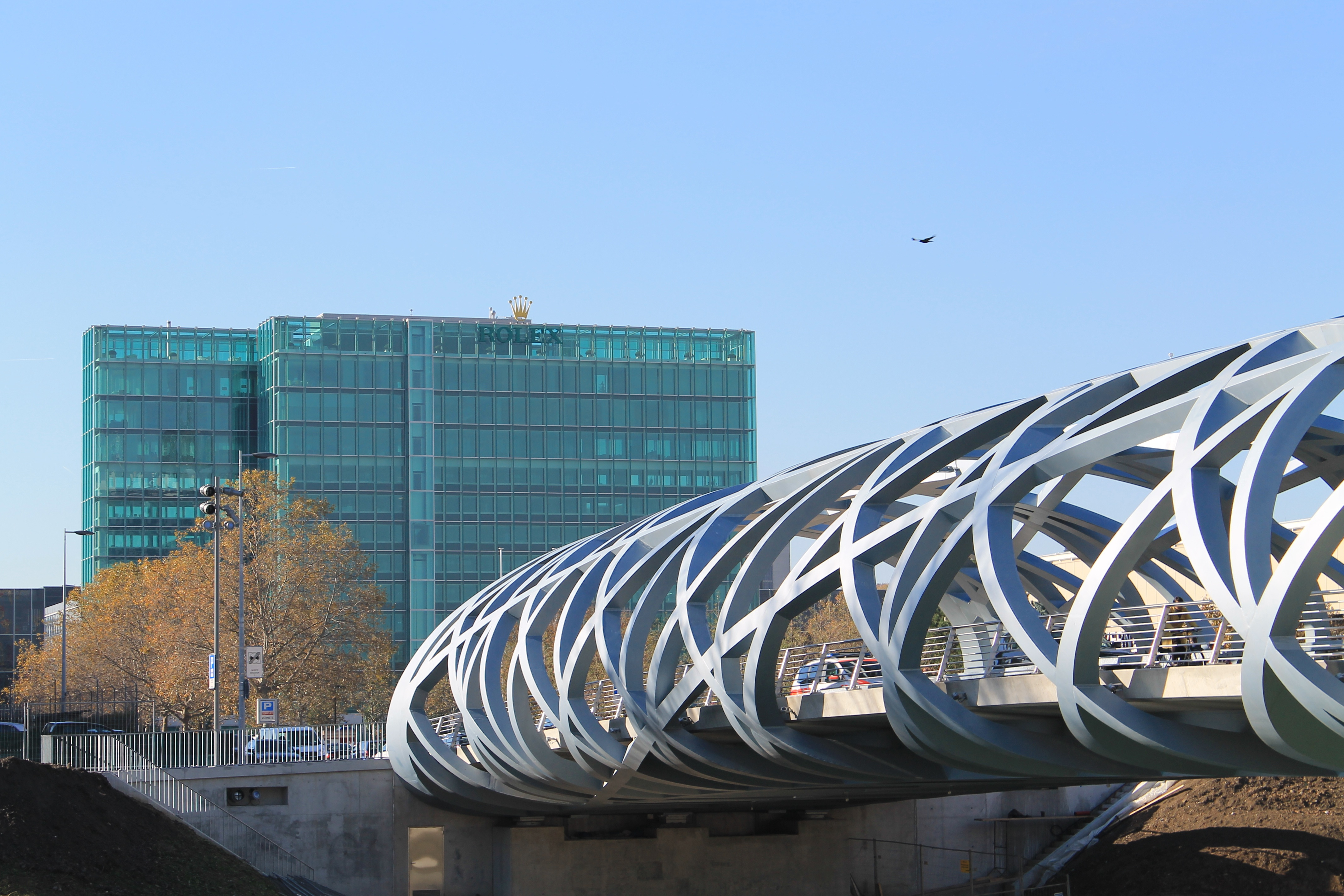
Rolex en arrière plan
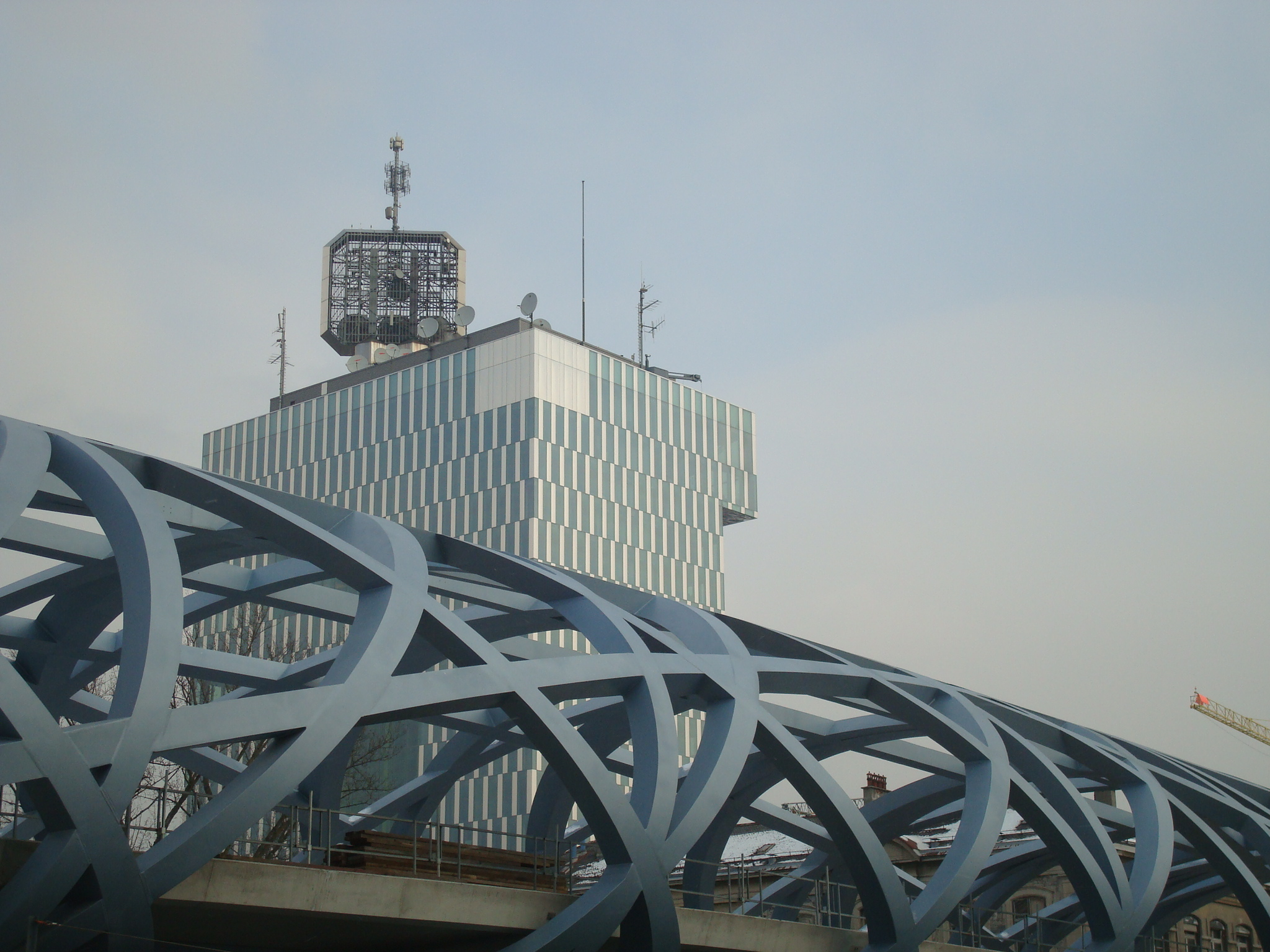
Devant la tour RTS
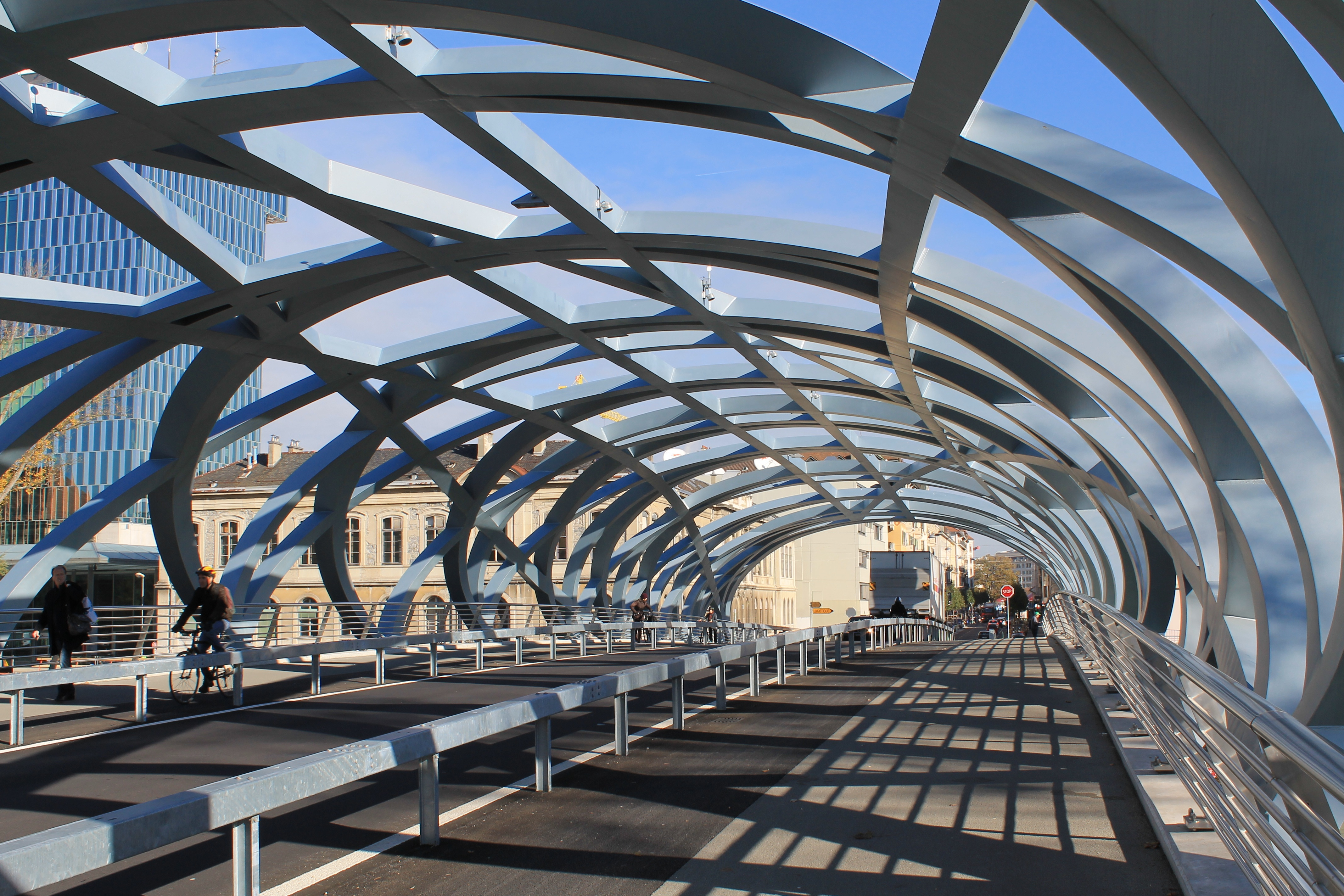
Intérieur
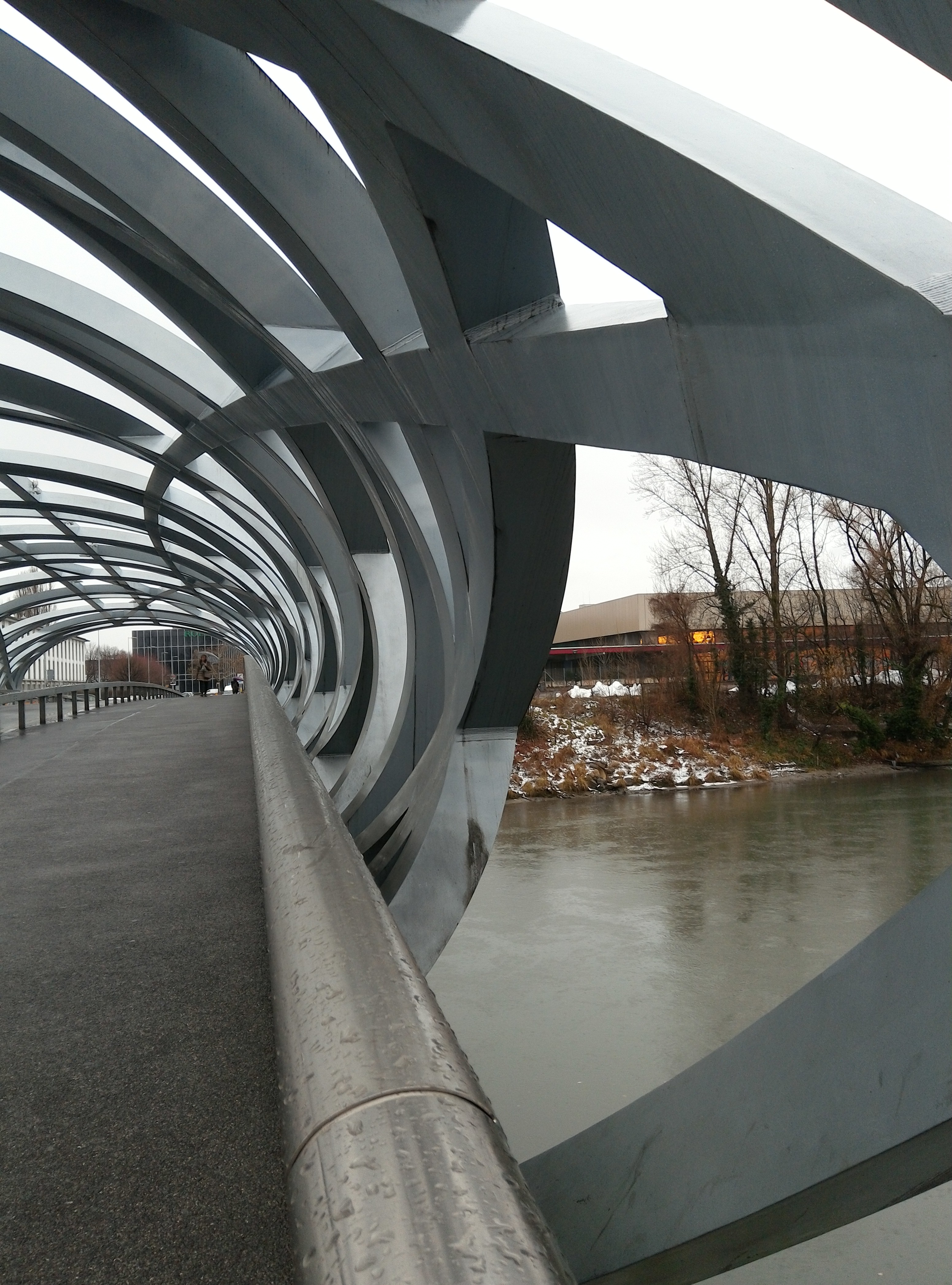
Détail
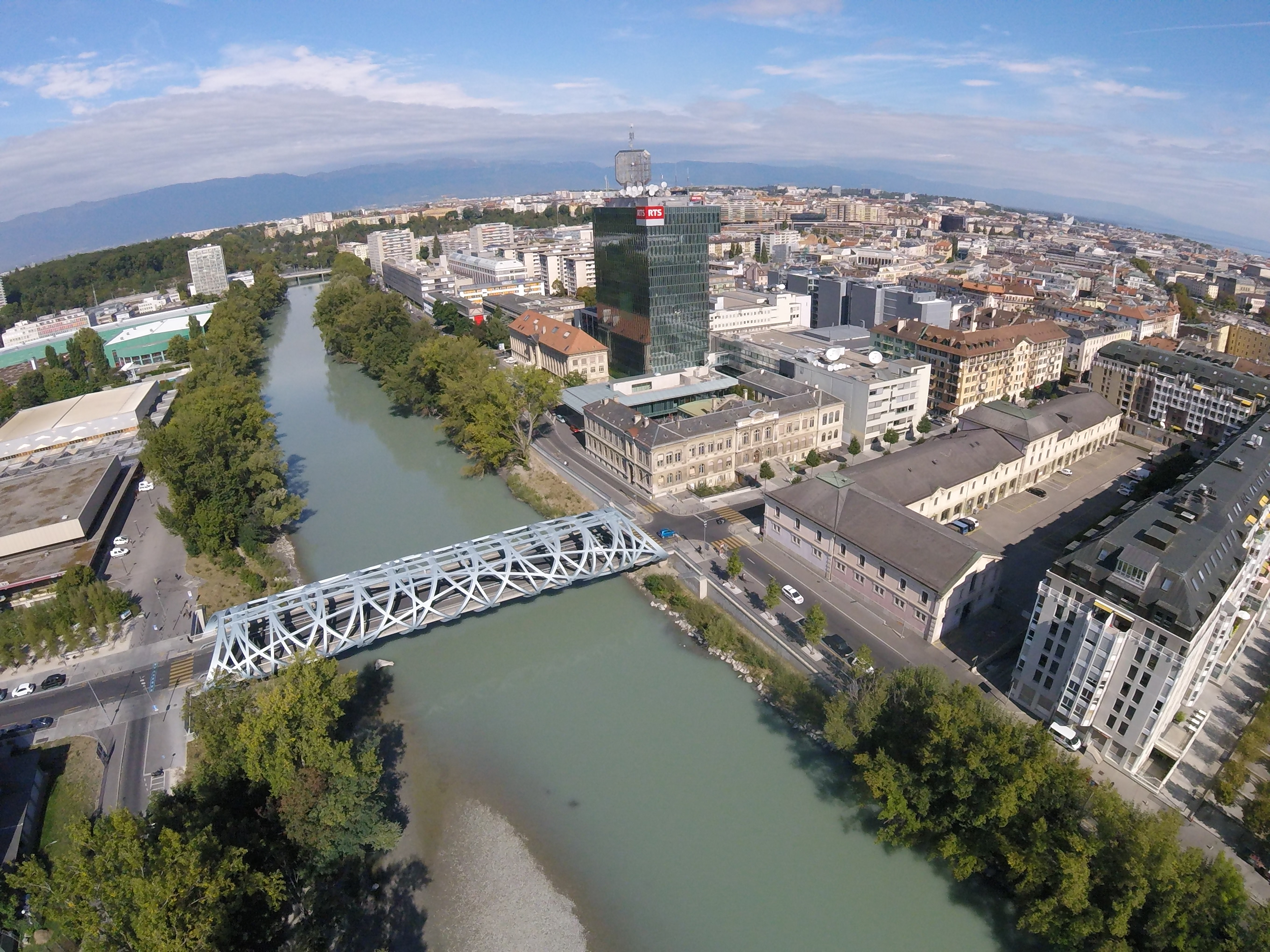
Vue aérienne
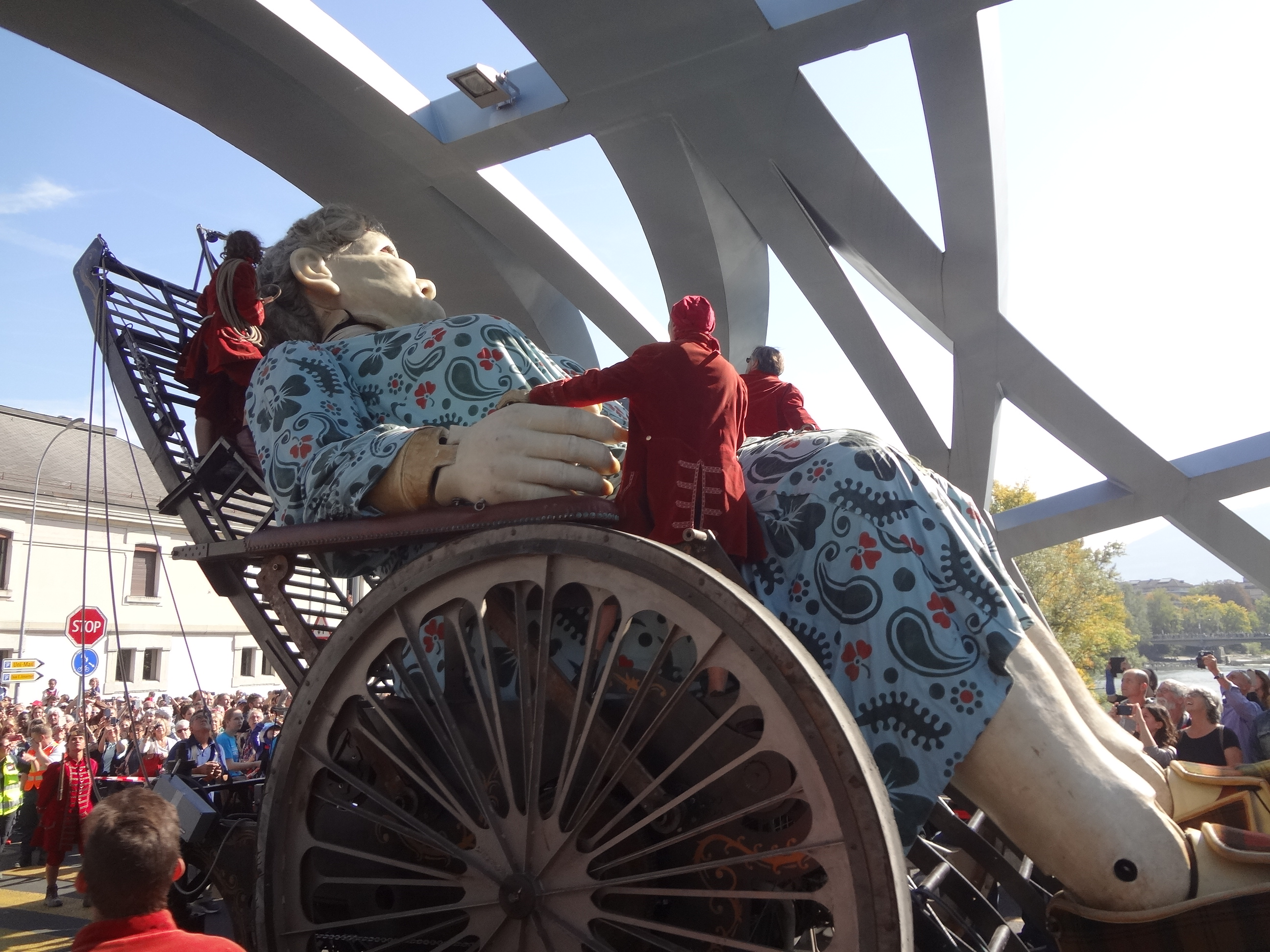
La Saga des Géants
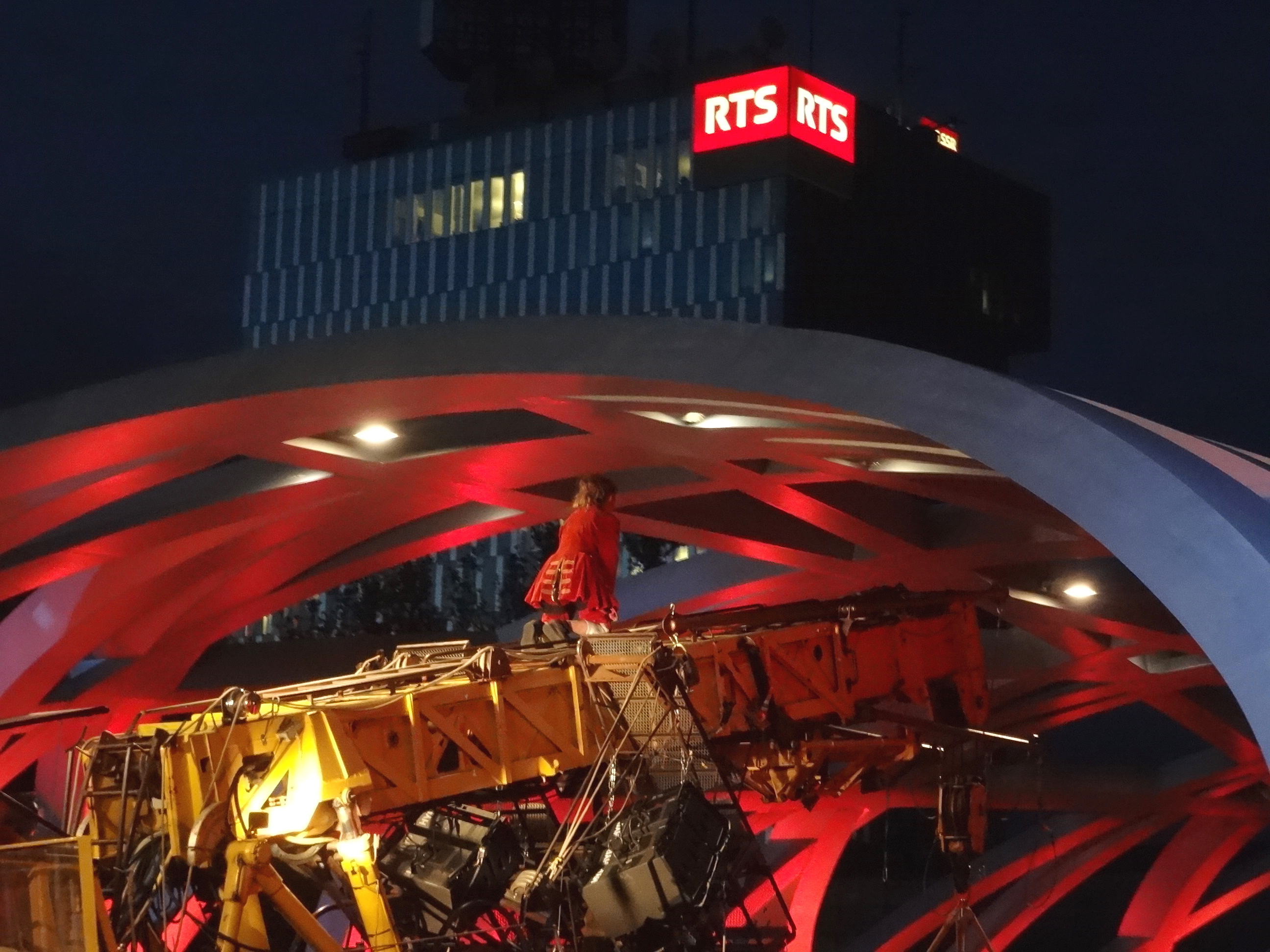
Convoi exceptionnel
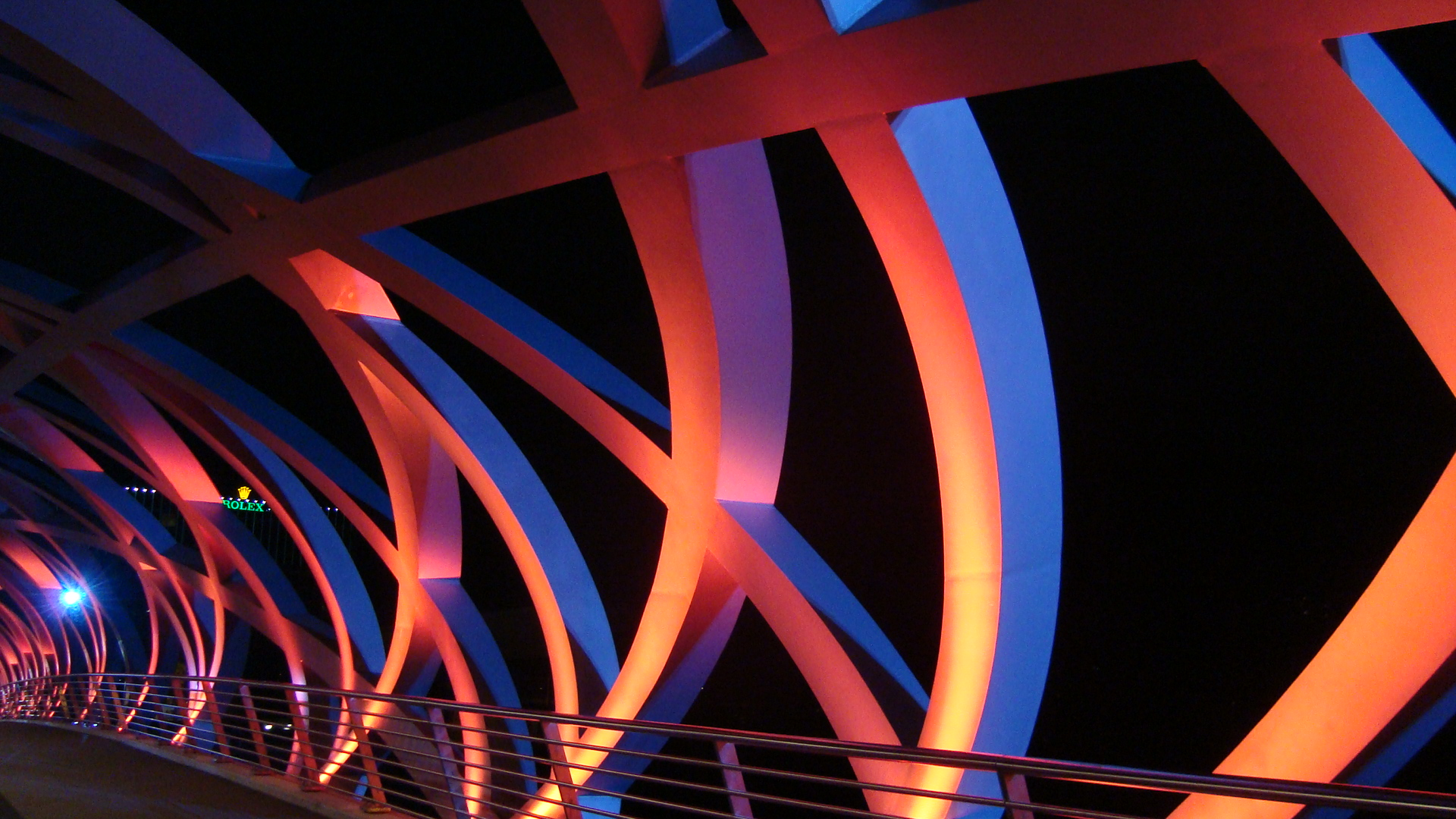
De nuit
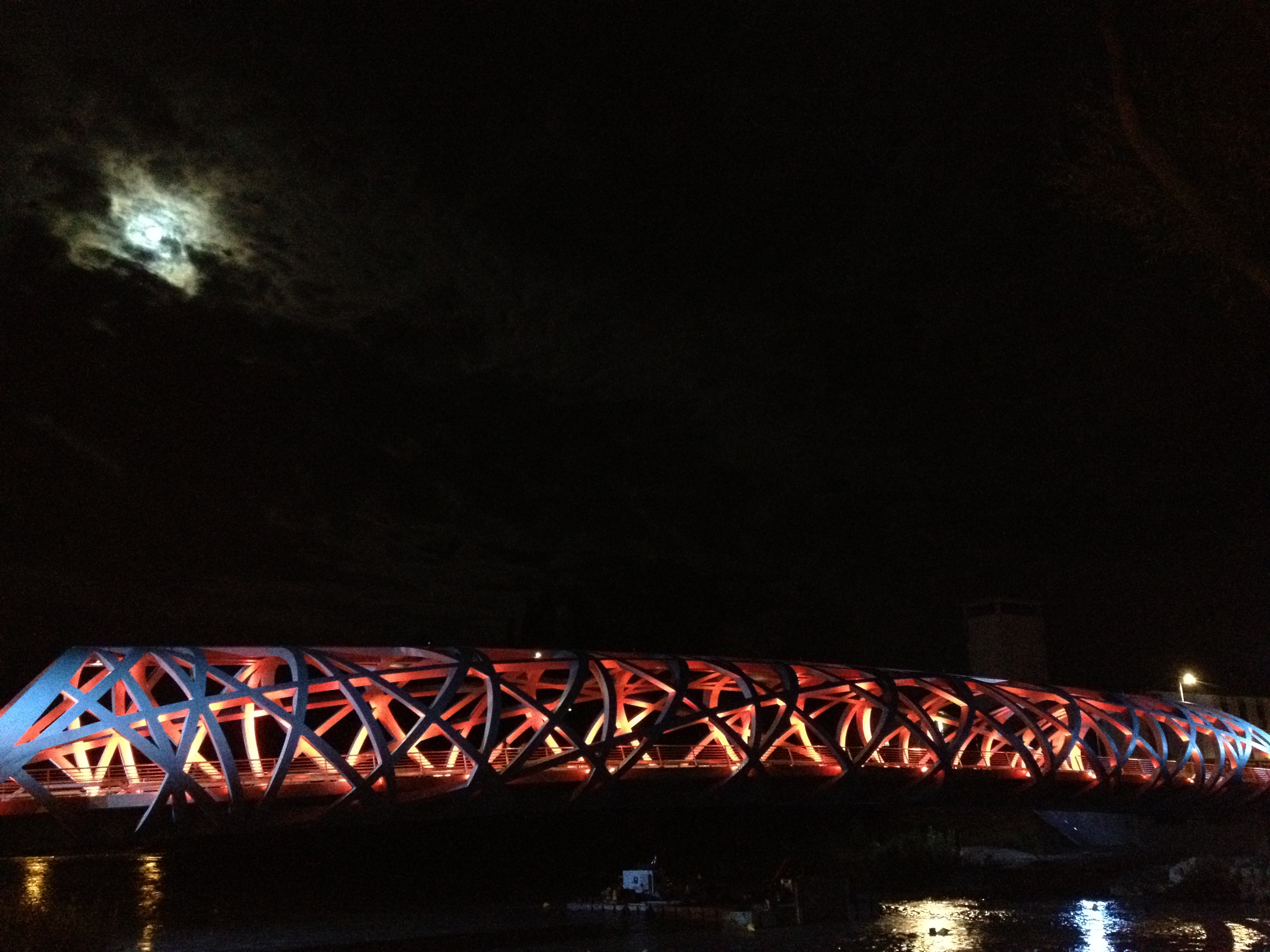
Devant la lune
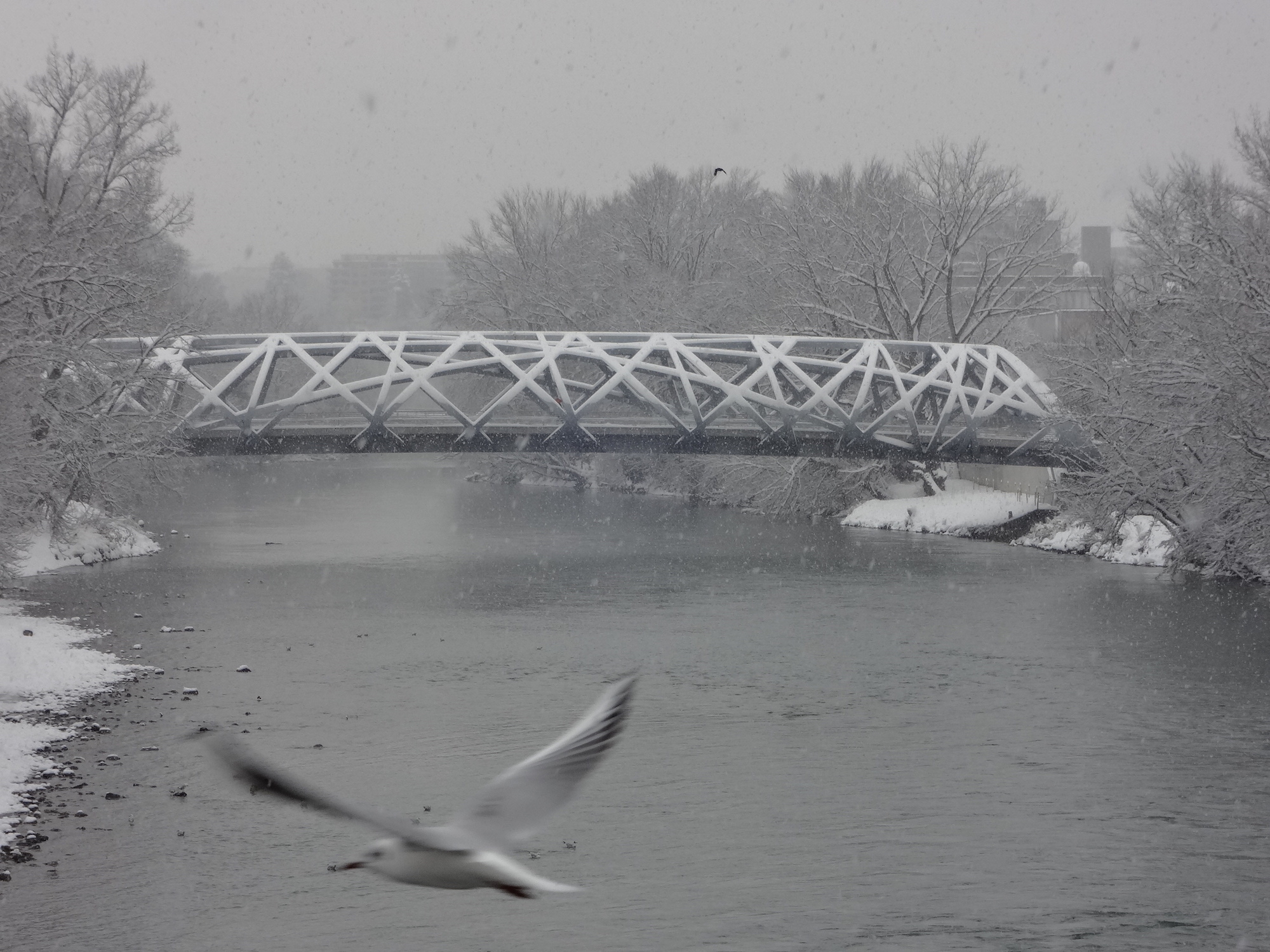
Enneigé

## Distinctions
- En 2011, le pont est lauréat du Nemetschek Engineering User Contest (catégorie 2, Structures civiles)[6].
- En août 2013, l’ouvrage a reçu le prix Steel Design Award attribué tous les deux ans par la Convention européenne de la construction métallique (European Convention for Constructional Steelwork (de) - ECCS)[4].
- En mai 2020, la Poste suisse met en vente un timbre spécial pour la Société d'histoire de l'art en Suisse. D’une valeur faciale de un franc, le timbre représente le pont Hans-Wilsdorf, associé à une vue stylisée de la coupole du Palais fédéral[7].